# Libnotes neofamiliaris
Libnotes neofamiliaris är en tvåvingeart som först beskrevs av Alexander 1931.  Libnotes neofamiliaris ingår i släktet Libnotes och familjen småharkrankar. Inga underarter finns listade i Catalogue of Life.